# یوکا تاکائوکا
یوکا تاکائوکا (به ژاپنی: 高岡由佳، Takaoka Yuka) (زادهٔ ۲۸ ژانویهٔ ۱۹۹۸) نام یک زن ژاپنی می‌باشد که مهٔ سال ۲۰۱۹ با چاقو آشپزخانه به دوست پسر خود در آپارتمانی که در شینجوکو، ژاپن داشتند، چاقو زد. وی در دسامبر همان سال به اتهام به قتل مجرم شناخته شد و به سه سال و نیم سال زندان محکوم گردید.